# 好奇猴喬治
好奇猴喬治 是一部美國的兒童動畫電視劇，根據同名兒童圖書系列改編，為 PBS Kids 製作，並由 傑夫·班尼特 擔任泰德·沙克爾福德的配音（片尾標註為「戴黃帽的男人」，該角色在原作系列書籍和電視電影書籍中亦有此稱呼）。 法蘭克·韋爾克 曾為 喬治 在 2006年長篇電影 中配音，在該系列電視劇中也繼續擔當該角色的配音。 該節目於2006年9月4日在 PBS Kids 首播， 並於2015年4月1日在九季後暫時完結，於2018年重新回歸。之後的季數於 Peacock 上發布，該系列最終於2022年3月17日在第15季後結束。這是 Imagine Entertainment 製作的第二部動畫系列，繼1999年的《The PJs》之後。
第10季於2018年9月3日在加拿大的 Family Jr. 首播。第10至13季於2020年7月在美國的 NBCUniversal 流媒體服務 Peacock 上首播。 自2020年9月20日起，Peacock 高級訂閱者可以觀看第1至9季，這些內容也可於 Hulu 流媒體平台上播放。 第10季於同年10月5日在 PBS 上首播。

《好奇猴喬治》是由 Universal 1440 Entertainment 製作的動畫節目（2013年以前為 Universal Studios Family Productions 製作），並與 Imagine Entertainment 及 WGBH-TV（第13季以前為 WGBH Kids）合作。部分季數的動畫製作由 Toon City 負責。在第1至第9季，每集包含兩個動畫片段，總時長約30分鐘，並在每個片段後加入一個短篇真人實境段落，這些真人短片旨在展示並解釋各種 STEM（科學、技術、工程與數學）概念，並由一群兒童進行實驗，說明與當集劇情相關的科學原理。自第九季後，這些 STEM 特色段落逐漸被取消。

## 設定
- 城市：喬治和黃帽子男住在大城市的一棟公寓中。雖然這座城市的具體名稱未被揭示，但它與紐約市有些相似。然而，在《好奇猴喬治去度假》一集中，一名機場工作人員提到他們在伊利諾伊州，這暗示該城市可能是芝加哥。門房在屋頂上養了一群鴿子，並且是他的臘腸狗亨德利的看護人。公寓附近有無盡公園、威斯曼教授工作的博物館和動物園。比斯蓋提廚師的餐廳、甜甜圈店、杜森玩具店、梅布爾百貨（模仿梅西百貨及其競爭對手金寶百貨）、超市和寵物店也是經常出現的場所。

- 鄉村：喬治和黃帽子男在鄉村擁有一棟小房子作為度假地。這棟房子靠近瓦納辛克湖、一條小溪和一條最終流經城市並流向海洋的河流。喬治在那裡與農場鄰居倫金斯夫婦、他們五歲的孫女艾莉、昆特家族以及送報的青少年比爾建立了友誼。

## 集數
| 季數 | 分集 | 集数 | 集数 | 首播日期       | 首播日期       | 首播日期   |
| 季數 | 分集 | 集数 | 集数 | 首映           | 季终           | 电视网     |
| ---- | ---- | ---- | ---- | -------------- | -------------- | ---------- |
| 1    | 60   | 30   | 30   | 2006年9月4日   | 2007年2月23日  | PBS 兒童台 |
| 2    | 40   | 20   | 20   | 2007年9月3日   | 2008年4月22日  | PBS 兒童台 |
| 3    | 22   | 11   | 11   | 2008年9月1日   | 2009年4月22日  | PBS 兒童台 |
| 4    | 18   | 9    | 9    | 2009年9月8日   | 2010年6月14日  | PBS 兒童台 |
| 5    | 20   | 10   | 10   | 2010年9月6日   | 2011年5月6日   | PBS 兒童台 |
| 6    | 20   | 10   | 10   | 2011年9月5日   | 2012年6月25日  | PBS 兒童台 |
| 7    | 12   | 6    | 6    | 2012年12月3日  | 2013年4月24日  | PBS 兒童台 |
| 8    | 12   | 6    | 6    | 2014年2月10日  | 2014年5月21日  | PBS 兒童台 |
| 9    | 12   | 6    | 6    | 2014年10月28日 | 2015年4月1日   | PBS 兒童台 |
| 10   | 28   | 15   | 15   | 2018年9月3日   | 2018年12月10日 | Family Jr. |
| 11   | 29   | 15   | 15   | 2019年5月6日   | 2019年8月12日  | Family Jr. |
| 12   | 29   | 15   | 15   | 2020年2月3日   | 2020年2月21日  | Family Jr. |
| 13   | 30   | 15   | 15   | 2020年7月15日  | 2020年12月11日 | Peacock    |
| 14   | 29   | 15   | 15   | 2021年10月21日 | 開始           | Peacock    |
| 15   | 28   | 15   | 15   | 2022年3月17日  | 開始           | Peacock    |

大多數集數的背景設定在城市或鄉村。喬治和黃帽子男住在城市的一棟公寓裡，而在鄉村，他們則共享一棟靠近瓦納辛克湖的小房子（少數情況下，兩個場景會同時出現）。這樣的設定使得喬治的故事能夠反映出都市、農村和郊區孩子們的生活經驗。有些集數則發生在其他熟悉的場所，例如機場或火車站。

## 播放與發行
該節目於美國由PBS透過PBS Kids首播。在加拿大，該系列由CBC Kids、TVOKids、Knowledge Network和Family Jr.播出。第十季於PBS首播，並在同日登上PBS Kids 24/7頻道。所有季數均可在Peacock和PBS Kids上觀看，其中前九季僅限於Peacock Premium和Hulu用戶。
動畫電視電影《好奇猴喬治：非常猴子的聖誕節》（Curious George: A Very Monkey Christmas）於2009年11月25日上映。該片由PBS發行，由Imagine Entertainment和Universal Animation Studios製作。此節日電視特輯講述了喬治和黃帽子男在聖誕節前夕分別煩惱為對方準備什麼禮物的故事。該片每年聖誕季節會在PBS Kids播出。

## 獎項
艾美獎
- 2008年– 最佳兒童動畫節目
- 2010年 – 最佳兒童動畫節目

## 外部連結
互联网电影数据库（IMDb）上《Curious George》的资料（英文）